# Pouembout
Pouembout (in paicî: Pwëbuu) è un comune della Nuova Caledonia di 3.512 abitanti nella Provincia del Nord.
La popolazione è per metà kanak e per metà francese.